# Souransan Tomoto
Souransan Tomoto, o anche Souransan Toumouto, è un comune rurale del Mali facente parte del circondario di Kita, nella regione di Kayes.
Il comune è composto da 5 nuclei abitati:
- Kassan
- Kofoulabè
- Mambiri
- Souransan Dalala
- Souransan Tomoto